# West Indies Cricket Team in Südafrika in der Saison 2014/15
Die Tour des West Indies Cricket Team nach Südafrika in der Saison 2014/15 fand vom 10. Dezember 2014 bis zum 28. Januar 2015 statt. Die internationale Cricket-Tour war Teil der internationalen Cricket-Saison 2014/15 und umfasste drei Test Matches, drei Twenty20s und fünf ODIs. Südafrika gewann die Testserie 2-0 und die ODI-Serie 4-1, während sie die Twenty20-Serie 1-2 verloren.
Durch ihren Sieg in der Testserie konnte Südafrika auf Platz 1 der Test-Cricket-Weltrangliste des ICC aufsteigen. Im zweiten Twenty20 stellten die West Indies einen Weltrekord auf, als sie nach der ersten Hälfte des Innings mit 231 Runs zurücklagen und das Spiel schließlich doch noch gewannen. Im zweiten ODI stellte AB de Villiers zwei Weltrekorde auf, als er in 2.4 Overs ein Fifty und 2.3 Overs später ein Century erzielte. Südafrika erzielte in dem Spiel 439 Runs, was die höchste Anzahl von Runs in einem ODI für Südafrika darstellte.

## Vorgeschichte

### Einordnung
Südafrika spielte zuvor eine Tour in Australien. Die West Indies bestritten eine Heimtour gegen Indien, die aber auf Grund von Streiks der Spieler abgebrochen werden musste. Das letzte Aufeinandertreffen der beiden Mannschaften zu einer Tour fand in der Saison 2010 in den West Indies statt und wurde durch Südafrika klar dominiert.

## Stadien
Die folgenden Stadien wurden für die Tour als Austragungsort vorgesehen und am 23. Februar 2014 festgelegt.
| Stadion                  | Stadt          | Kapazität | Spiele          |
| ------------------------ | -------------- | --------- | --------------- |
| Centurion Park           | Centurion      | 22.000    | 1. Test; 5. ODI |
| Sahara Stadium Kingsmead | Durban         | 25.000    | 1. ODI; 3. T20  |
| Buffalo Park             | East London    | 20.000    | 3. ODI          |
| Sahara Oval St George’s  | Port Elizabeth | 19.000    | 2. Test; 4. ODI |
| Newlands Cricket Ground  | Kapstadt       | 25.000    | 3. Test; 1. T20 |
| Wanderers Stadium        | Johannesburg   | 34.000    | 2. ODI; 2. T20  |

## Kaderlisten
Die West Indies benannten ihren Test-Kader am 12. November, und seine Limited-Over-Kader am 21. Dezember 2014.
Südafrika benannte seinen Test-Kader am 2. Dezember, seinen Twenty20-Kader am 31. Dezember 2014.
| Test | Test | ODI | ODI | Twenty20 | Twenty20 |
| West Indies | Südafrika | West Indies | Südafrika | West Indies | Südafrika |
| --- | --- | --- | --- | --- | --- |
| - Denesh Ramdin (K, wk) - Sulieman Benn - Jermaine Blackwood - Kraigg Brathwaite - Darren Bravo - Shivnarine Chanderpaul - Sheldon Cottrell - Assad Fudadin - Shannon Gabriel - Chris Gayle - Jason Holder - Leon Johnson - Kenroy Peters - Kemar Roach - Marlon Samuels - Devon Smith - Jerome Taylor - Chadwick Walton | - Hashim Amla (K) - AB de Villiers (VK) - Kyle Abbott - Temba Bavuma - Quinton de Kock (wk) - Faf du Plessis - Dean Elgar - Morne Morkel - Alviro Petersen - Robin Peterson - Vernon Philander - Kagiso Rabada - Dale Steyn - Stiaan van Zyl | - Darren Sammy (K) - Sulieman Benn - Carlos Brathwaite - Dwayne Bravo - Sheldon Cottrell - Andre Fletcher - Chris Gayle - Jason Holder - Ashley Nurse - Kieron Pollard - Denesh Ramdin (wk) - Andre Russell - Marlon Samuels - Lendl Simmons - Dwayne Smith | - Faf du Plessis (K) - Kyle Abbott - Farhaan Behardien - Marchant de Lange - JP Duminy - Reeza Hendricks - David Miller - Wayne Parnell - Aaron Phangiso - Kagiso Rabada - Rilee Rossouw - Imran Tahir - Morne van Wyk - David Wiese | - Jason Holder (K) - Sulieman Benn - Carlos Brathwaite - Jonathan Carter - Sheldon Cottrell - Narsingh Deonarine - Leon Johnson - Chris Gayle - Denesh Ramdin (wk) - Andre Russell - Darren Sammy - Marlon Samuels - Lendl Simmons - Dwayne Smith - Jerome Taylor | - AB de Villiers (K) - Hashim Amla (VK) - Kyle Abbott - Farhaan Behardien - JP Duminy - Faf du Plessis - Imran Tahir - David Miller - Morne Morkel - Wayne Parnell - Aaron Phangiso - Vernon Philander - Rilee Rossouw - Dale Steyn - Morne van Wyk (wk) |

## Tour Match
| 10. – 12. Dezember Scorecard | Benoni | SA Invitational XI 125 (36.1) & 17-0 (6.2) | – | West Indians 508 (115.1) |
|                              |        | Remis                                      |   |                          |

## Tests

### Erster Test in Centurion
| 17. – 21. Dezember Scorecard | Centurion | Südafrika 552-5d (140.3)                         | – | West Indies 201 (60.2) & 131 (42.3) (f/o) |
|                              |           | Südafrika gewinnt mit einem Innings und 220 Runs |   |                                           |

### Zweiter Test in Port Elizabeth
| 26. – 30. Dezember Scorecard | Port Elizabeth | Südafrika 417-8d (122) | – | West Indies 275-9 (79) |
|                              |                | Remis                  |   |                        |

Aufgrund von Regen waren am zweiten und dritten Spieltag nur 30 Minuten bzw. 3 Stunden Spiel möglich. Am fünften Spieltag war überhaupt kein Spiel möglich.

### Dritter Test in Kapstadt
| 2. – 6. Januar Scorecard | Kapstadt | West Indies 329 (99.5) & 215 (79.5) | – | Südafrika 421 (122.4) & 124-2 (37.4) |
|                          |          | Südafrika gewinnt mit 8 Wickets     |   |                                      |

## Twenty20 Internationals

### Erstes Twenty20 in Kapstadt
| 9. Januar Scorecard | Kapstadt | Südafrika 165-4 (20)               | – | West Indies 168-6 (19.2) |
|                     |          | West Indies gewinnen mit 4 Wickets |   |                          |

### Zweites Twenty20 in Johannesburg
| 11. Januar Scorecard | Johannesburg | Südafrika 231-7 (20)               | – | West Indies 236-6 (19.2) |
|                      |              | West Indies gewinnen mit 4 Wickets |   |                          |

### Drittes Twenty20 in Durban
| 14. Januar Scorecard | Durban | Südafrika 195-3 (20)          | – | West Indies 126 (19) |
|                      |        | Südafrika gewinnt mit 69 Runs |   |                      |

## One-Day Internationals

### Erstes ODI in Durban
| 16. Januar Scorecard | Durban | Südafrika 279-8 (48.2/48.2)                | – | West Indies 164 (28.2/32) |
|                      |        | Südafrika gewinnt mit 61 Runs (D/L method) |   |                           |

Südafrikas Innings wurde durch Regen bei 48.2 Overs gestoppt. Dadurch reduzierte sich das Ziel der West Indies auf 226 Runs in 33 Overs.

### Zweites ODI in Johannesburg
| 18. Januar Scorecard | Johannesburg | Südafrika 439-2 (50)           | – | West Indies 291-7 (50) |
|                      |              | Südafrika gewinnt mit 148 Runs |   |                        |

### Drittes ODI in East London
| 21. Januar Scorecard | East London | West Indies 122 (33.4)          | – | Südafrika 124-1 (24.4) |
|                      |             | Südafrika gewinnt mit 9 Wickets |   |                        |

### Viertes ODI in Port Elizabeth
| 25. Januar Scorecard | Port Elizabeth | Südafrika 262-8 (50)              | – | West Indies 266-9 (48.3) |
|                      |                | West Indies gewinnen mit 1 Wicket |   |                          |

### Fünftes ODI in Centurion
| 28. Januar Scorecard | Centurion | Südafrika 361-5 (42/42)        | – | West Indies 230 (37.4/42) |
|                      |           | Südafrika gewinnt mit 131 Runs |   |                           |

Aufgrund von Regen wurde das Spiel auf 42 Overs pro Team reduziert.

## Statistiken
Die folgenden Cricketstatistiken wurden bei dieser Tour erzielt.
| Tests            | Tests       | Tests   | Tests   | Tests   | Tests   | Tests   | Tests   | Tests   |
| Batting          | Batting     | Batting | Batting | Batting | Batting | Batting | Batting | Batting |
| Spieler          | Mannschaft  | Spiele  | Innings | Runs    | Average | HS      | 100s    | 50s     |
| ---------------- | ----------- | ------- | ------- | ------- | ------- | ------- | ------- | ------- |
| Hashim Amla      | Südafrika   | 3       | 4       | 342     | 114,00  | 208     | 1       | 1       |
| AB de Villiers   | Südafrika   | 3       | 3       | 310     | 103,33  | 152     | 2       | 0       |
| Marlon Samuels   | West Indies | 3       | 5       | 268     | 53,60   | 101     | 1       | 1       |
| Dean Elgar       | Südafrika   | 3       | 4       | 217     | 72,33   | 121     | 1       | 1       |
| Faf du Plessis   | Südafrika   | 3       | 4       | 185     | 46,25   | 103     | 1       | 1       |
| Bowling          |             |         |         |         |         |         |         |         |
| Spieler          | Mannschaft  | Spiele  | Overs   | Wickets | Average | BBI     | 5W      | 10W     |
| Morné Morkel     | Südafrika   | 3       | 80.2    | 13      | 20,61   | 4/69    | 0       | 0       |
| Dale Steyn       | Südafrika   | 3       | 85.1    | 13      | 22,15   | 6/34    | 1       | 0       |
| Simon Harmer     | Südafrika   | 1       | 50      | 7       | 21,85   | 4/82    | 0       | 0       |
| Vernon Philander | Südafrika   | 3       | 75      | 6       | 29,33   | 4/29    | 0       | 0       |
| Sulieman Benn    | West Indies | 3       | 136     | 6       | 64,83   | 2/24    | 0       | 0       |

| ODIs             | ODIs        | ODIs    | ODIs    | ODIs    | ODIs    | ODIs    | ODIs    | ODIs    |
| Batting          | Batting     | Batting | Batting | Batting | Batting | Batting | Batting | Batting |
| Spieler          | Mannschaft  | Spiele  | Innings | Runs    | Average | HS      | 100s    | 50s     |
| ---------------- | ----------- | ------- | ------- | ------- | ------- | ------- | ------- | ------- |
| Hashim Amla      | Südafrika   | 4       | 4       | 413     | 206,50  | 153*    | 2       | 2       |
| Rilee Rossouw    | Südafrika   | 5       | 5       | 271     | 54,20   | 132     | 2       | 0       |
| AB de Villiers   | Südafrika   | 4       | 3       | 249     | 83,00   | 149     | 1       | 1       |
| David Miller     | Südafrika   | 5       | 4       | 223     | 111,50  | 130*    | 1       | 1       |
| Marlon Samuels   | West Indies | 5       | 5       | 196     | 39,20   | 68      | 0       | 2       |
| Bowling          |             |         |         |         |         |         |         |         |
| Spieler          | Mannschaft  | Spiele  | Overs   | Wickets | Average | BBI     | 5W      | 10W     |
| Imran Tahir      | Südafrika   | 3       | 23.4    | 8       | 14,75   | 4/28    | 0       | 0       |
| Vernon Philander | Südafrika   | 3       | 24      | 8       | 17,50   | 3/27    | 0       | 0       |
| Jason Holder     | West Indies | 5       | 42      | 8       | 35,87   | 4/53    | 0       | 0       |
| Andre Russell    | West Indies | 5       | 43      | 7       | 41,28   | 3/85    | 0       | 0       |
| Dale Steyn       | Südafrika   | 3       | 21.2    | 6       | 12,83   | 3/27    | 0       | 0       |

| Twenty20s         | Twenty20s   | Twenty20s | Twenty20s | Twenty20s | Twenty20s | Twenty20s | Twenty20s | Twenty20s |
| Batting           | Batting     | Batting   | Batting   | Batting   | Batting   | Batting   | Batting   | Batting   |
| Spieler           | Mannschaft  | Spiele    | Innings   | Runs      | Average   | HS        | 100s      | 50s       |
| ----------------- | ----------- | --------- | --------- | --------- | --------- | --------- | --------- | --------- |
| Chris Gayle       | West Indies | 2         | 2         | 167       | 83,50     | 90        | 0         | 2         |
| Faf du Plessis    | Südafrika   | 2         | 2         | 157       | 78,50     | 119       | 1         | 0         |
| Morné van Wyk     | Südafrika   | 3         | 3         | 135       | 67,50     | 114*      | 1         | 0         |
| Marlon Samuels    | West Indies | 3         | 3         | 107       | 35,66     | 60        | 0         | 1         |
| David Miller      | Südafrika   | 2         | 2         | 71        | 35,50     | 47        | 0         | 0         |
| Bowling           |             |           |           |           |           |           |           |           |
| Spieler           | Mannschaft  | Spiele    | Overs     | Wickets   | Average   | BBI       | 5W        | 10W       |
| David Wiese       | Südafrika   | 3         | 10.2      | 9         | 9,55      | 5/23      | 1         | 0         |
| Wayne Parnell     | Südafrika   | 2         | 7         | 4         | 18,00     | 2/33      | 0         | 0         |
| Imran Tahir       | Südafrika   | 2         | 8         | 3         | 19,00     | 3/28      | 0         | 0         |
| Jason Holder      | West Indies | 2         | 8         | 3         | 20,00     | 2/40      | 0         | 0         |
| Marchant de Lange | Südafrika   | 2         | 7.2       | 3         | 22,66     | 2/26      | 0         | 0         |
| Dwayne Bravo      | West Indies | 3         | 11        | 3         | 32,00     | 2/32      | 0         | 0         |
| Sheldon Cottrell  | West Indies | 3         | 11        | 3         | 37,66     | 2/33      | 0         | 0         |

## Player of the Series
Als Player of the Series wurden die folgenden Spieler ausgezeichnet.
| Serie | Player of the Series |
| ----- | -------------------- |
| Test  | Hashim Amla          |
| ODI   | Hashim Amla          |
| T20   | Chris Gayle          |

### Player of the Match
Als Player of the Match wurden die folgenden Spieler ausgezeichnet.
| Spiel   | Player of the Match |
| ------- | ------------------- |
| 1. Test | Hashim Amla         |
| 2. Test | Kraigg Brathwaite   |
| 3. Test | AB de Villiers      |
| 1. T20  | Chris Gayle         |
| 2. T20  | Chris Gayle         |
| 3. T20  | Morné van Wyk       |
| 1. ODI  | AB de Villiers      |
| 2. ODI  | AB de Villiers      |
| 3. ODI  | Vernon Philander    |
| 4. ODI  | Andre Russell       |
| 5. ODI  | Rilee Rossouw       |